# Unione Sportiva Cremonese 1987-1988
Questa vice raccoglie le informazioni riguardanti l'Unione Sportiva Cremonese nelle competizioni ufficiali della stagione 1987-1988.

## Stagione
Nella stagione 1987-1988 la Cremonese ha disputato il campionato di Serie B, classificandosi al sesto posto con 41 punti. Allenata da Bruno Mazzia che decide di giocare a zona con il suo nuovo modulo. Con molte ripartenze il gioco è discreto, con buoni risultati, non sufficienti a entrare nel giro promozione, la squadra grigiorossa risulta sempre un passo indietro dalle migliori del torneo. Salgono di categoria Bologna, Lecce, Lazio e Atalanta. Il punto di forza della Cremonese è la difesa, con solo 18 reti subite è nettamente la migliore del campionato, il punto debole i 12 pareggi interni, che limitano ogni possibile sogno. Con 7 reti il miglior marcatore stagionale è stato Alviero Chiorri, dei quali 3 segnati in Coppa Italia e 4 nel campionato. Una curiosità di stagione, pur con una difesa ferrea, nessun giocatore grigiorosso ha subito un'espulsione.
Nella Coppa Italia la Cremonese disputa, prima del campionato, il quarto girone di qualificazione, che promuove agli ottavi di finale l'Avellino e l'Empoli. In questi 8 gironi di qualificazione si fanno questa stagione due esperimenti: primo, la vittoria assegna 3 punti in luogo dei soliti 2, che negli anni a venire diventerà prassi, secondo esperimento, il pareggio obbliga ai calci di rigore, per stabilire chi riceve 2 punti, quella che li vince, e 1 punto, la squadra che li perde. Su cinque incontri i grigiorossi ne pareggiano ben tre, onorando, pure perdendoli tutti tre, questo esperimento come nessun altro.

## Divise e sponsor

La squadra in campo con la divisa casalinga grigiorossa

Il fornitore tecnico per la stagione 1987-1988 fu Puma, mentre lo sponsor ufficiale fu Naonis.
| Casa | Trasferta |

## Rosa
| N. |                   | Ruolo | Calciatore        |
| -- | ----------------- | ----- | ----------------- |
|    | Italia (bandiera) | C     | Pierangelo Avanzi |
|    | Italia (bandiera) | C     | Claudio Bencina   |
|    | Italia (bandiera) | D     | Davide Baragno    |
|    | Italia (bandiera) | A     | Alviero Chiorri   |
|    | Italia (bandiera) | D     | Filippo Citterio  |
|    | Italia (bandiera) | D     | Ottavio Colombi   |
|    | Italia (bandiera) | C     | Roberto Galletti  |
|    | Italia (bandiera) | D     | Felice Garzilli   |
|    | Italia (bandiera) | D     | Silvio Giorgi     |
|    | Italia (bandiera) | D     | Luigi Gualco      |
|    | Italia (bandiera) | A     | Attilio Lombardo  |

| N. |                   | Ruolo | Calciatore            |
| -- | ----------------- | ----- | --------------------- |
|    | Italia (bandiera) | C     | Marco Merlo           |
|    | Italia (bandiera) | D     | Mario Montorfano      |
|    | Italia (bandiera) | A     | Marco Nicoletti       |
|    | Italia (bandiera) | A     | Federico Paini        |
|    | Italia (bandiera) | A     | Claudio Pelosi        |
|    | Italia (bandiera) | C     | Enrico Piccioni       |
|    | Italia (bandiera) | P     | Michelangelo Rampulla |
|    | Italia (bandiera) | D     | Ivan Rizzardi         |
|    | Italia (bandiera) | D     | Luca Sommella         |
|    | Italia (bandiera) | D     | Gianpietro Torri      |
|    | Italia (bandiera) | P     | Giacomo Violini       |

## Risultati

### Campionato

#### Girone di andata
| Arbitro: | Coppetelli (Tivoli) |

|  |           |                          |
|  | Marcatori | 20’ Chiorri 50’ Lombardo |

| Arbitro: | Esposito (Torre del Greco) |

|                                |           |                           |
| Citterio 37’ Avanzi 50’ (rig.) | Marcatori | 61’ (rig.), 76’ Montesano |

| Arbitro: | Felicani (Bologna) |

|                   |           |              |
| Avanzi 44’ (aut.) | Marcatori | 24’ Lombardo |

| Cremona 4 ottobre 1987 4ª giornata | Cremonese         | 0 – 0 | Piacenza | Stadio Giovanni Zini\| Arbitro: \| Frigerio (Milano) \| |
| Arbitro:                           | Frigerio (Milano) |       |          |                                                         |

| Arbitro: | Amendolia (Messina) |

|             |           |  |
| Monelli 55’ | Marcatori |  |

| Arbitro: | Quartuccio (Torre Annunziata) |

|              |           |              |
| Rizzardi 43’ | Marcatori | 44’ Cipriani |

| Arbitro: | Esposito (Torre del Greco) |

|  |           |             |
|  | Marcatori | 55’ Chiorri |

| Cremona 1º novembre 1987 8ª giornata | Cremonese         | 0 – 0 | Genoa | Stadio Giovanni Zini\| Arbitro: \| Beschin (Legnago) \| |
| Arbitro:                             | Beschin (Legnago) |       |       |                                                         |

| Arbitro: | Fabricatore (Roma) |

|                |           |              |
| P. Mariani 45’ | Marcatori | 30’ Lombardo |

| Arbitro: | Pezzella (Frattamaggiore) |

|             |           |  |
| Chiorri 58’ | Marcatori |  |

| Arezzo 22 novembre 1987 11ª giornata | Arezzo             | 0 – 0 | Cremonese | Stadio Comunale\| Arbitro: \| Felicani (Bologna) \| |
| Arbitro:                             | Felicani (Bologna) |       |           |                                                     |

| Arbitro: | Acri (Novi Ligure) |

|                    |           |  |
| Nicoletti 67’, 73’ | Marcatori |  |

| Arbitro: | Pairetto (Torino) |

|                       |           |            |
| Poli 41’ Pradella 50’ | Marcatori | 81’ Pelosi |

| Arbitro: | Gava (Conegliano) |

|             |           |               |
| Lombardo 1’ | Marcatori | 33’ Maiellaro |

| Arbitro: | Longhi (Roma) |

|                      |           |                     |
| Nicoletti 19’ (rig.) | Marcatori | 29’ (aut.) Citterio |

| Lecce 3 gennaio 1988 16ª giornata | Lecce               | 0 – 0 | Cremonese | Stadio Via del Mare\| Arbitro: \| Coppetelli (Tivoli) \| |
| Arbitro:                          | Coppetelli (Tivoli) |       |           |                                                          |

| Arbitro: | Felicani (Bologna) |

|                           |           |  |
| Citterio 17’ Rizzardi 66’ | Marcatori |  |

| San Benedetto del Tronto 17 gennaio 1988 18ª giornata | Sambenedettese     | 0 – 0 | Cremonese | Stadio Riviera delle Palme\| Arbitro: \| Fabricatore (Roma) \| |
| Arbitro:                                              | Fabricatore (Roma) |       |           |                                                                |

| Arbitro: | Dal Forno (Ivrea) |

|                    |           |  |
| Polonia 48’ (aut.) | Marcatori |  |

#### Girone di ritorno
| Cremona 7 febbraio 1988 20ª giornata | Cremonese                  | 0 – 0 | Parma | Stadio Giovanni Zini\| Arbitro: \| Esposito (Torre del Greco) \| |
| Arbitro:                             | Esposito (Torre del Greco) |       |       |                                                                  |

| Arbitro: | Bergamo (Livorno) |

|             |           |  |
| Rabitti 22’ | Marcatori |  |

| Cremona 21 febbraio 1988 22ª giornata | Cremonese   | 0 – 0 | Udinese | Stadio Giovanni Zini\| Arbitro: \| Novi (Pisa) \| |
| Arbitro:                              | Novi (Pisa) |       |         |                                                   |

| Arbitro: | Di Cola (Avezzano) |

|  |           |                      |
|  | Marcatori | 54’ (rig.) Nicoletti |

| Cremona 13 marzo 1988 24ª giornata | Cremonese      | 0 – 0 | Lazio | Stadio Giovanni Zini\| Arbitro: \| Luci (Firenze) \| |
| Arbitro:                           | Luci (Firenze) |       |       |                                                      |

| Barletta 20 marzo 1988 25ª giornata | Barletta         | 0 – 0 | Cremonese | Stadio Comunale\| Arbitro: \| D'Elia (Salerno) \| |
| Arbitro:                            | D'Elia (Salerno) |       |           |                                                   |

| Cremona 27 marzo 1988 26ª giornata | Cremonese       | 0 – 0 | Messina | Stadio Giovanni Zini\| Arbitro: \| Nicchi (Arezzo) \| |
| Arbitro:                           | Nicchi (Arezzo) |       |         |                                                       |

| Arbitro: | Luci (Firenze) |

|                |           |            |
| Signorelli 75’ | Marcatori | 69’ Pelosi |

| Arbitro: | Di Cola (Avezzano) |

|             |           |  |
| Chiorri 43’ | Marcatori |  |

| Catanzaro 17 aprile 1988 29ª giornata | Catanzaro           | 0 – 0 | Cremonese | Stadio Militare\| Arbitro: \| Coppetelli (Tivoli) \| |
| Arbitro:                              | Coppetelli (Tivoli) |       |           |                                                      |

| Arbitro: | Acri (Novi Ligure) |

|                               |           |  |
| Citterio 8’ Avanzi 39’ (rig.) | Marcatori |  |

| Arbitro: | Amendolia (Messina) |

|             |           |  |
| Paolucci 4’ | Marcatori |  |

| Cremona 8 maggio 1988 32ª giornata | Cremonese        | 0 – 0 | Bologna | Stadio Giovanni Zini\| Arbitro: \| Baldas (Trieste) \| |
| Arbitro:                           | Baldas (Trieste) |       |         |                                                        |

| Bari 15 maggio 1988 33ª giornata | Bari               | 0 – 0 | Cremonese | Stadio della Vittoria\| Arbitro: \| Felicani (Bologna) \| |
| Arbitro:                         | Felicani (Bologna) |       |           |                                                           |

| Arbitro: | Frigerio (Milano) |

|  |           |                                       |
|  | Marcatori | 60’ Nicoletti 82’ Avanzi 87’ Citterio |

| Arbitro: | Pezzella (Frattamaggiore) |

|  |           |             |
|  | Marcatori | 19’ Moriero |

| Arbitro: | Pairetto (Torino) |

|                     |           |  |
| Simonini 52’ (rig.) | Marcatori |  |

| Cremona 12 giugno 1988 37ª giornata | Cremonese           | 0 – 0 | Sambenedettese | Stadio Giovanni Zini\| Arbitro: \| Bailo (Novi Ligure) \| |
| Arbitro:                            | Bailo (Novi Ligure) |       |                |                                                           |

| Arbitro: | Satariano (Palermo) |

|                  |           |            |
| Scaglia 53’, 57’ | Marcatori | 38’ Gualco |

### Coppa Italia

#### Quarto girone
| Arbitro: | Fiorenza (Siena) |

|             |           |  |
| Chiorri 57’ | Marcatori |  |

| Arbitro: | Pucci (Firenze) |

|                            |                      |                                    |
| Faccini 78’                | Marcatori            | 7’ (rig.) Lombardo                 |
| Faccini Sinigaglia Sormani | Tiri di rigore 2 – 5 | Avanzi Lombardo Feliciani Citterio |

| Arbitro: | Felicani (Bologna) |

|                                 |           |                 |
| Cop 9’ Ekström 34’ Mazzarri 89’ | Marcatori | 5’, 54’ Chiorri |

| Arbitro: | Fabricatore (Roma) |

|                                          |                      |                                       |
| Rizzardi 31’ Piccioni 61’                | Marcatori            | 83’ Boccafresca 85’ Bertoni           |
| Lombardo Avanzi Chiorri Citterio Bencina | Tiri di rigore 4 – 5 | Di Mauro Boccafresca Schachner Amodio |

| Arbitro: | Pairetto (Torino) |

|                                          |                      |                                                 |
| Pelosi 14’ Lombardo 77’                  | Marcatori            | 7’ Bortoluzzi 71’ Roccatagliata                 |
| Rizzardi Chiorri Pelosi Citterio Bencina | Tiri di rigore 5 – 6 | Madonna Roccatagliata Tomasoni Marcato De Gradi |

## Statistiche

### Statistiche di squadra
| Competizione | Punti | In casa | In casa | In casa | In casa | In casa | In casa | In trasferta | In trasferta | In trasferta | In trasferta | In trasferta | In trasferta | Totale | Totale | Totale | Totale | Totale | Totale | DR |
| Competizione | Punti | G       | V       | N       | P       | Gf      | Gs      | G            | V            | N            | P            | Gf           | Gs           | G      | V      | N      | P      | Gf     | Gs     | DR |
| ------------ | ----- | ------- | ------- | ------- | ------- | ------- | ------- | ------------ | ------------ | ------------ | ------------ | ------------ | ------------ | ------ | ------ | ------ | ------ | ------ | ------ | -- |
| Serie B      | 41    | 19      | 6       | 12      | 1       | 14      | 7       | 19           | 4            | 9            | 6            | 12           | 11           | 38     | 10     | 21     | 7      | 26     | 18     | +8 |
| Coppa Italia | 7     | 3       | 1       | 2       | 0       | 5       | 4       | 2            | 0            | 1            | 1            | 3            | 4            | 5      | 1      | 3      | 1      | 8      | 8      | 0  |
| Totale       |       | 22      | 7       | 14      | 1       | 19      | 11      | 21           | 4            | 10           | 7            | 15           | 15           | 43     | 11     | 24     | 8      | 34     | 26     | +8 |

### Statistiche dei giocatori
| Giocatore     | Serie B  | Serie B | Serie B     | Serie B    | Coppa Italia | Coppa Italia | Coppa Italia | Coppa Italia | Totale   | Totale | Totale      | Totale     |
| Giocatore     | Presenze | Reti    | Ammonizioni | Espulsioni | Presenze     | Reti         | Ammonizioni  | Espulsioni   | Presenze | Reti   | Ammonizioni | Espulsioni |
| ------------- | -------- | ------- | ----------- | ---------- | ------------ | ------------ | ------------ | ------------ | -------- | ------ | ----------- | ---------- |
| P. Avanzi     | 37       | 3       | ?           | ?          | ?            | ?            | ?            | ?            | 37+      | 3+     | ?           | ?          |
| C. Bencina    | 37       | 0       | ?           | ?          | ?            | ?            | ?            | ?            | 37+      | 0+     | ?           | ?          |
| A. Chiorri    | 32       | 4       | ?           | ?          | ?            | ?            | ?            | ?            | 32+      | 4+     | ?           | ?          |
| F. Citterio   | 33       | 3       | ?           | ?          | ?            | ?            | ?            | ?            | 33+      | 3+     | ?           | ?          |
| L. Feliciani  | 3        | 0       | ?           | ?          | ?            | ?            | ?            | ?            | 3+       | 0+     | ?           | ?          |
| R. Galletti   | 8        | 0       | ?           | ?          | ?            | ?            | ?            | ?            | 8+       | 0+     | ?           | ?          |
| F. Garzilli   | 36       | 0       | ?           | ?          | ?            | ?            | ?            | ?            | 36+      | 0+     | ?           | ?          |
| L. Gualco     | 21       | 1       | ?           | ?          | ?            | ?            | ?            | ?            | 21+      | 1+     | ?           | ?          |
| A. Lombardo   | 37       | 5       | ?           | ?          | ?            | ?            | ?            | ?            | 37+      | 5+     | ?           | ?          |
| M. Merlo      | 28       | 0       | ?           | ?          | ?            | ?            | ?            | ?            | 28+      | 0+     | ?           | ?          |
| M. Montorfano | 37       | 0       | ?           | ?          | ?            | ?            | ?            | ?            | 37+      | 0+     | ?           | ?          |
| M. Nicoletti  | 26       | 5       | ?           | ?          | ?            | ?            | ?            | ?            | 26+      | 5+     | ?           | ?          |
| F. Paini      | 3        | 0       | ?           | ?          | ?            | ?            | ?            | ?            | 3+       | 0+     | ?           | ?          |
| C. Pelosi     | 36       | 2       | ?           | ?          | ?            | ?            | ?            | ?            | 36+      | 2+     | ?           | ?          |
| E. Piccioni   | 36       | 0       | ?           | ?          | ?            | ?            | ?            | ?            | 36+      | 0+     | ?           | ?          |
| M. Rampulla   | 37       | -16     | ?           | ?          | ?            | ?            | ?            | ?            | 37+      | -16+   | ?           | ?          |
| I. Rizzardi   | 34       | 2       | ?           | ?          | ?            | ?            | ?            | ?            | 34+      | 2+     | ?           | ?          |
| G. Torri      | 6        | 0       | ?           | ?          | ?            | ?            | ?            | ?            | 6+       | 0+     | ?           | ?          |
| G. Violini    | 1        | -2      | ?           | ?          | ?            | ?            | ?            | ?            | 1+       | -2+    | ?           | ?          |